# Стартове вікно
Стартове вікно — це певний проміжок часу, протягом якого ракета-носій має бути запущена, щоб точно потрапити в призначене місце. Якщо це вікно пропущене, необхідно чекати наступного.
Наприклад, метеорологічні або військові супутники найчастіше запускаються на сонячно-синхронні орбіти, які є майже полярними. Для таких орбіт проміжок стартового вікна відбувається в певний час доби, коли розташування космодрому вирівнюється з площиною необхідної орбіти. Запуск в інший час призведе до того, що для виходу на заплановану орбіту необхідно буде застосувати орбітальні маневри, а це зайва витрата палива.
Особливо важливим є запуск упродовж стартового вікна під час відправлення космічного корабля не просто на певну орбіту, а у конкретну точку, наприклад, до МКС.

Гоманівська перехідна орбіта (2) і опорної орбіти (1) до необхідної орбіти (3)

Під час запуску на іншу планету використовують стартове вікно, яке з'являється періодично, відповідно до синодичного періоду обраної планети. Наприклад, для Марса це 780 днів. При цьому політ відбувається за допомогою маневрів на Гоманівській перехідній орбіті.
У складніших випадках, зокраме з необхідністю застосування гравітаційних маневрів, вікна запуску є нерегулярними. Іноді вдається використати рідкісну можливість, як із запуском «Вояджер-2», коли було задіяне певне розташування планет (Юпітер, Сатурн, Уран і Нептун), що стається раз у 175 років.
Коли дослідницька місія повністю підготовлена, а час для запуску упущений, може бути обрана інша ціль (кінцева точка польоту). Наприклад, згідно з початковим планом, космічний апарат «Розетта» Європейського космічного агентства мав вирушити до комети 46P/Віртанена. Однак через деякі проблеми запуск відклали, і стартове вікно, що відкривається раз у 5,4 року, було пропущене. Щоб не змарнувати підготовлену місію, була обрана інша ціль досліджень — Комета Чурюмова — Герасименко.